# Niilismo terapêutico
Niilismo terapêutico, é uma tese, de que a cura de pessoas, ou sociedades, dos seus males, através de tratamento, seja impossível.